# Grude
Grude is een plaats en gemeente in het westen van Bosnië en Herzegovina, in de regio Herzegovina. Het maakt deel uit van het kanton West-Herzegovina, in de Federatie van Bosnië en Herzegovina.

## Demografie

### 1971
19.203 totaal
- Kroaten - 19.111 (99,52%)
- Serven - 32 (0,16%)
- Joegoslaven - 5 (0,02%)
- overig - 55 (0,30%)

### 1991
In 1991, had de gemeente Grude 15976 inwoners, waaronder:
- Kroaten - 15939 (99,77%)
- Serven - 8 (0.05%)
- Bosniakken - 4 (0.03%)
- Joegoslaven - 4 (0.03%)
- overig - 21 (0.13%)

De plaats Grude had in dat jaar 3528 inwoners, waarvan bijna 100% Kroaten.

### 2001
In 2001 had de gemeente Grude 15.740 inwoners, en de stad Grude 3346 inwoners.

## Sport
De plaats heeft een eigen voetbalclub NK Grude en de club NK Drinovci is ook gevestigd vlak bij de stad, in de stad Drinovci, in de gemeente Grude.

## Media
De lokale radiozender is Radio Grude.

## Partnersteden
- Slunj, Kroatië
- Baldissero Torinese, Italië

## Geboren
- Antoni Bandić (1990), voetbalscheidsrechter